# Piton de la Petite Rivière Noire
Il Piton de la Petite Rivière Noire o mont Piton è la vetta più alta dell'isola di Mauritius. Si trova nella zona sud-ovest e la sua altezza è 828 m s.l.m..